# Río Forcos
El río Forcos o barranco de Forcos es un río pirenaico afluente del Ara por la derecha, cuyo curso se encuentra en el término municipal de Broto. En su curso alto recibe también el nombre de barranco de Otal o glera de Otal y, de forma local, barranco de la Glera.
Es uno de los dos cursos de agua que drenan la comarca histórica del Sobrepuerto y  es el principal en el valle de Otal, en el que se encuentran los núcleos de Bergua, Basarán, Escartín y el propio Otal.

## Hidrografía

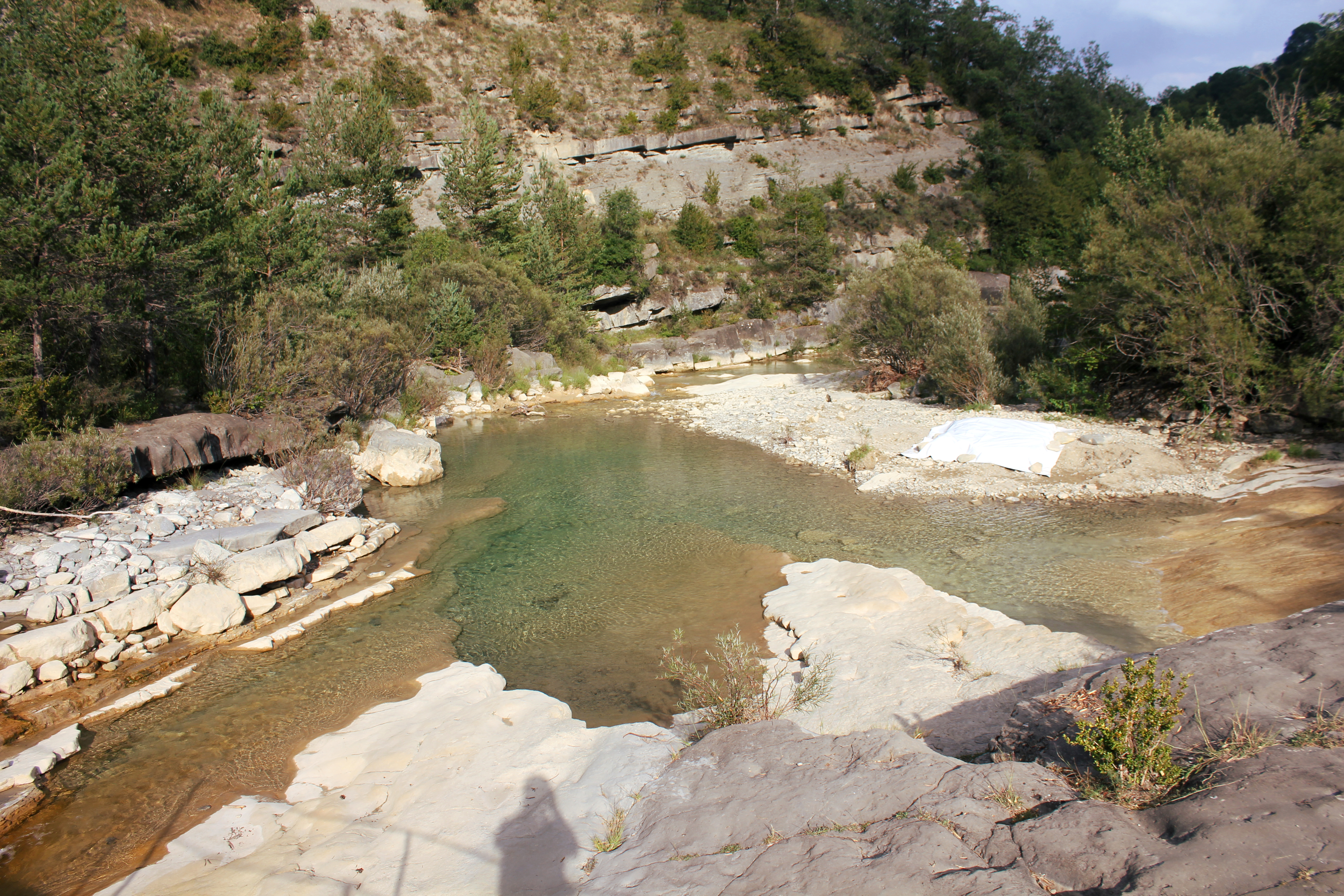
Confluencia de los barrancos de Forcos y de la Pera, bajo Bergua (caudales estivales).

Se forma por la confluencia del barranco de la Bañera (que trae las aguas de las coronas de la Erata) y el barranco del Artosa (que reúne el agua de las estivas de la Facera y el Pelopín), justo por debajo de las espuendas sobre las que ubica Otal, a 1300 m s. n. m.
Recibe aguas de diferentes barrancos y torrentes a modo de afluentes. El principal de todos es el barranco de la Pera, que forma el tercer valle de Sobrepuerto (subsidiario del de Otal) con los núcleos de Ciellas, Cortiellas,y Sasa, y que llega a duplicar el agua del propio Forcos. Los dos barrancos se unen en el enclave de las pasarelas de Bergua, punto de partida de diferentes senderos que suben a los pueblos de Sobrepuerto, poco antes de cruzar bajo Bergua.
Desemboca en la glera del Ara en el lado exterior del recolón de Boyars, meandro de grandes dimensiones que describe el río entre Sarvisé y Fiscal, frente a Asín de Broto.

### Afluentes
- El barranco recibe, por la derecha:
  - Barranco de Anchueto, que baja del paraje de las bordas de Sancho y Hierro, en el antiguo término municipal de Otal.
  - Barranco del Estachón (posiblemente, de «estacha» o una forma arcaica de «estallo»), en el término de Otal, que nace en el cuello de Ainielle.
  - Barranco de Niablas, que nace en cerca de un sarratiello que lo Estachón, debajo del cuello de Ainielle, y baja por pardina de Niablas, que le da nombre.
  - Barranco del cuello de Basarán, que baja por el noroeste de la sierra de Basarán.
  - Barranco de Basarán o de la fuente de Basarán, que nace de diferentes cabeceras entre el cerro de San Blas y el tozal Corona (una de ellas en la fuente de Basarán) y baja por el sureste de este núcleo.
  - Barranco de las Tabletas.
  - Barranco del Abet, con un salto característico de toba.
  - Barranco de la Pera, su mayor afluente, que drena el valle de San Cucufate, de Ciellas, Cortiellas y Sasa.

- Y por la izquierda:

- - Barranco de Capanalda, todavía en Otal.
  - Barranco de Aratiello, desde la cresta de Matils que conecta la Manchoya con el Pelopín.
  - Barranco de la Codera, que cosecha el agua de las laderas occidentales de la Manchoya.
  - Barranco de Escartín, que baja bastante vertical desde el sector noroeste del pueblo que le da nombre.
  - Barranco de Bergazo, muy aprovechado por los aficionados a los deportes de aventura, combina diferentes saltos de diferentes metros en poca distancia, lo que lo hace ser el más vertical de los afluentes del Forcos. Atraviesa el camino de Bergua a Escartín, por lo que es de difícil acceso. Está preparado para la práctica de rápel.
  - Barranco de Grixal
  - Barranco de la Peña Blanca, pasado Bergua.
  - Barranco de Sanzalbe.

## Flora y fauna

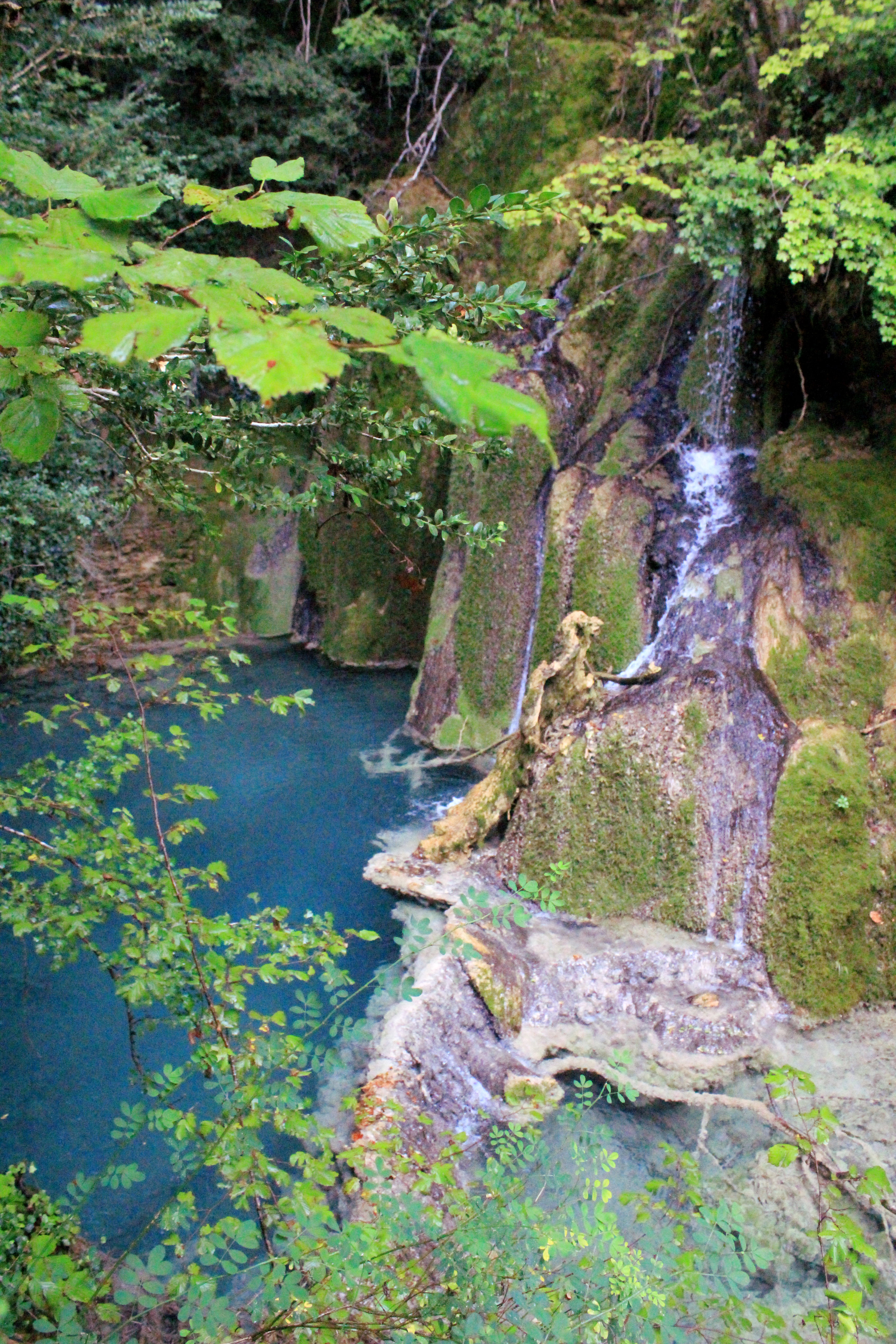
Salto del Forcos al lado del molino de Escartín, paraje poco conocido porque no es aprovechable por los barranquistas por la sedimentación travertínica (tosqueras), pero de gran belleza.

El barranco de Forcos trascurre por el fondo del valle de Otal, y, en la parte más honda de dicho valle, muestra calizas erosionadas por el curso de agua. Todo esto ha hecho fácil la aparición de relieves erosivos en profundidad en el fondo del valle que durante miles de años excavando cañones y saltos hasta 10 metros por debajo del límite del bosque. 

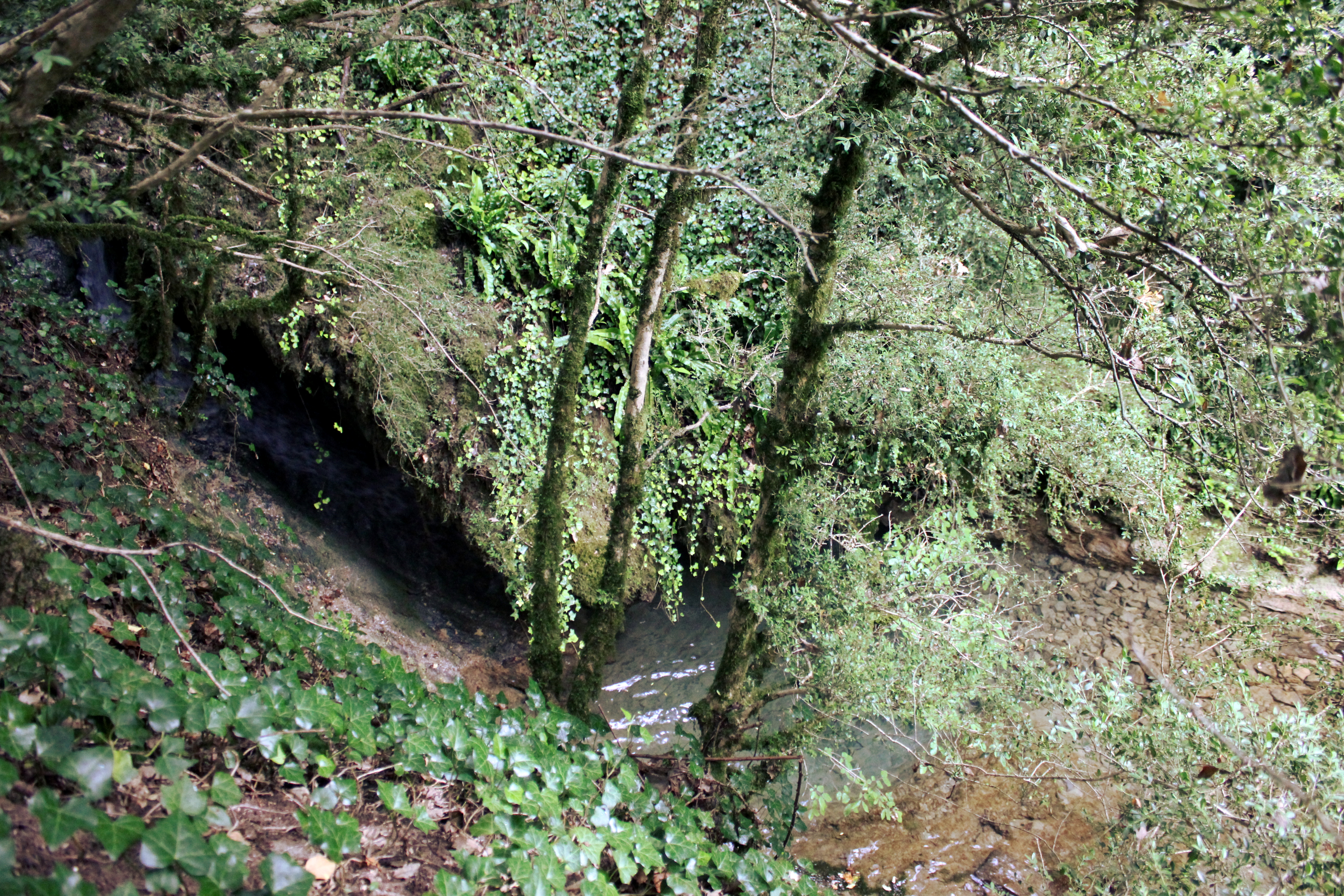
La profundidad del valle del Forcos hace que se pueda encontrar todavía especies botánica como helechos asplenacios (centro de la foto).

La vegetación, paralelamente, se ha adaptado a unas condiciones de baja insolación en los alrededores del río pues las bajantes que se encuentra alrededor tienen fuertes pendiendes y dan lugar a un hábitat de valle cerrado y con humedad abundante todo el año. El perfil particularmente cerrado de este valle dificulta también la entrada del viento, acentúa las diferencias ecológicas con los estratos vecinos. Todo esto hace que, además de la abundancia de fagáceas que de forma natural se produce en las laderas umbrías del valle (paco de Bergua, paco de Basarán), se  puedan encontrar en el fondó del cauce particularidades como una alta densidad de helechos (el que incluye ejemplares aislados de especies anteriores a las glaciaciones como helechos de tipo «Nido de Ave» y Ramonda myconi) y musgo.

## Geología
En el Forcos, recibe el nombre de glera el afloramiento de roca caliza y formaciones de flysch que se aprecia en el fondo y riberas. Llamado glera en el habla local, es la razón del nombre popular del río.

## Interés turístico
En el barranco, entre Escartín y Basarán,  había  un puente conocido como el Puente de las Cabras. El puente atravesaba el barranco por encima de una garganta de 10 metros de fondo a la que el sol solo iluminaba en posición cenital en el verano. Justo antes de la garganta se encuentra una catarata de 8 metros, donde actualmente comienzan la mayoría de excursiones de barranquismo en el Forcos.
El barranquismo es un deporte que se ha vuelto muy importante en el curso del Forcos, y en los meses estivales compite en número de personas con el senderismo y la bicicleta de montaña en Sobrepuerto.